# Kilopond
A kilopond (kp, más néven kilogrammsúly) a súlyerő elavult mértékegysége, amelynek meghatározása az adott tárgy tömegén és a Föld gravitációs erején alapul. Az SI-mértékegységrendszer bevezetése óta hivatalosan nem használatos, már csak történeti jelentősége van. Helyette leggyakrabban a newton (N) van használatban, amely egy SI-alapegység. A hétköznapi nyelvben ma is használatos 'kiló' elnevezés őrzi ma is emlékét, bár az inkább a kilogramm tömegegységre vonatkozik.
1 kilogramm tömegű test 1 kilopond erőt fejt ki a felfüggesztésre, illetve alátámasztásra. Tehát ha például egy kötélre megadott szakítóerő 1 kp (kilopond), akkor az maximum 1 kg (kilogramm) tömegű testet bír el. A földi gravitációs gyorsulás a Föld különböző pontjain és különböző magasságokban eltérő lehet. Emiatt a különböző helyeken egy kilogramm által a kötélben ébresztett erő és a kilopond között kis mértékű eltérés lehet, ami pl. statikai számításoknál már számottevően hathat a végeredményre.
Hivatalosan a harmadik Általános Súly- és Mértékügyi Konferencia 1901-ben megnevezte a súly és a tömeg (valamint mértékegységeik) közötti különbséget, ám ezek mind a mai napig bizonytalanságot jelentenek. Magyarországon az 1907. évi V. törvénycikk tisztázta a súly és a tömeg közti különbséget.